# Knislinge pastorat
Knislinge pastorat är ett pastorat Göinge kontrakt och Lunds stift.
Pastoratet omfattar från 2006 Knislinge-Gryts församling och Kviinge församling. Administrationen handhades till 2014 av en kyrklig samfällighet även den benämnd Knislinge.
Pastoratskod är 071514